# Тоте
Хорхе Лопес Марко (исп. Jorge López Marco; род. 23 ноября 1978, Мадрид) — испанский футболист, нападающий.

## Карьера
Тоте является воспитанником двух мадридских клубов: «Атлетико» и «Реала». В 1993 он поменял «матрасников» на «сливочных» и стал игроком молодёжных, а затем команд: «Реал Мадрид С» и Реал Мадрид B. Отличаясь результативностью в матчах резервных команд Хорхе получил приглашение в первую команду Мадрида, и 8 мая 1999 года игрок дебютировал за основу, выйдя в концовке матча с Реал Сосьедадом. «Реал» ту встречу проиграл со счетом 2:3.
После неудачной аренды в Португалии в «Бенфике» Тоте вернулся в Мадрид в основную команду Реала, но появился на поле только в трех играх в течение сезона, «Реал» стал в том сезоне чемпионом.
В следующем году Тоте снова был отдан в аренду, теперь в Реал Вальядолид, и забил свой первый гол в Примере в матче против «Малага» 16 сентября 2001 года (победа 2:1 в гостях). Через месяц он сделал хет-трик в победной игре 4-1 против Атлетика Бильбао.
Вернувшись из аренды, Тоте только однажды вышел на поле, в матче против Рекреативо Уэльва, и по окончании сезона был продан в Реал Бетис. Травмы и потеря формы лишили Тоте места в основном составе, и во время январского трансферного окна в 2005 году он был отдан в аренду в соседнюю Малагу, где также не смог себя проявить.
После скоротечного пребывания в Вальядолиде Тоте подписал двухлетний контракт с другим клубом второго дивизиона, Эркулесом. В сезоне 2009—2010 он забил четыре гола в 35 матчах (2439 минут) и помог клубу из Аликанте вернуться в Примеру после 13 лет пребывания во втором дивизионе.
В начале марта 2011 года, во втором тайме домашней игры против Альмерии Тоте получил тяжелую травму колена, от которой полностью так и не восстановился. В конце концов Эркулес покинул Примеру, а Тоте завершил карьеру летом 2012 года в возрасте 33 лет после того, как клуб не продлил с ним контракт.